# William Adamson (Politiker)

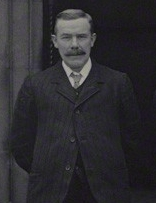
William Adamson

William Adamson (* 2. April 1863 in Dunfermline; † 23. Februar 1936) war ein schottischer Gewerkschafter und Politiker (Labour Party).

## Leben
Adamson wurde in Dunfermline geboren und an einer privaten Grundschule erzogen. Er arbeitete als Bergmann in Fife, wo er sich bei der National Union of Mineworkers engagierte. Zwischen 1902 und 1908 war er Assistant Secretary der Fife, Kinross und Clackmannan Miners' Association.

## Politische Karriere
Adamsons politischer Aufstieg begann, als er im Dezember 1910 als Labour-Abgeordneter für den Wahlkreis West Fife erstmals in das Unterhaus gewählt wurde.
1917 wurde er Vorsitzender seiner Partei und hielt diese Position bis 1921. Im Jahr 1918 wurde er Mitglied des Privy Council.
Er diente als Schottland-Minister im Jahr 1924 und zwischen 1929 und 1931 in den Labour-Regierungen von Ramsay MacDonald. Allerdings entzweite er sich mit MacDonald nach der Bildung der nationalen Regierung. Adamson verlor seinen Sitz bei der Wahl 1931.